# 鳥取大学附属中学校
鳥取大学附属中学校（とっとりだいがくふぞくちゅうがっこう）は、鳥取県鳥取市湖山町南にある鳥取大学附属の国立中学校。略称は「附属中」（中学校であることが理解されていることが前提なら単に「附属」とも）、「附中」（ふちゅう）。
同一敷地に鳥取大学附属小学校がある。かつては現在の鳥取県立図書館が位置する場所にあった。

## 沿革
- 1947年 - 鳥取師範学校附属中学校として開校。
- 1949年 - 鳥取大学学芸学部附属中学校と改称
- 1959年 - 校歌制定
- 1964年 - 特殊学級設置
- 1966年 - 鳥取大学教育学部附属中学校と改称
- 1978年 - 附属養護学校新設に伴い特殊学級分離
- 1985年8月22日 - 新校舎完成、現校地に移転
- 1999年 - 鳥取大学教育地域科学部附属中学校と改称
- 2004年 - 鳥取大学附属中学校と改称

## 著名な卒業生
- 石破茂（自民党衆議院議員・第102代内閣総理大臣、元防衛大臣、農林水産大臣）
- 常田享詳（自民党前参議院議員）
- 藤井一博（自民党参議院議員）
- 瀧本美織（女優）
- 鶴崎修功（QuizKnockライター）
- 山下桃（さんいん中央テレビアナウンサー）
- 福山佳那（ウェザーマップ気象予報士・元日本海テレビ報道記者）
- 竹内功（政治家、元官僚）
- 岡島礼奈（株式会社ALE創業者兼代表取締役社長）
- 前野隆司（学者、作家）※途中転校